# Francesca da Rimini (Zandonai)

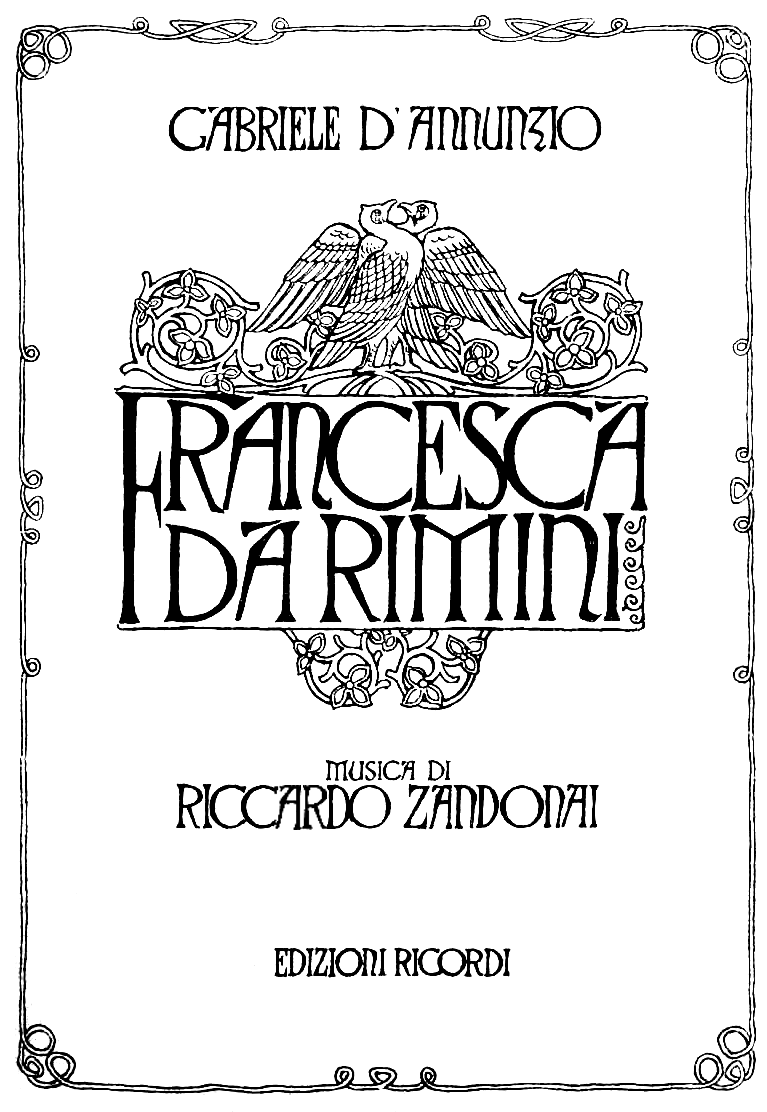
Framsida av librettot

Francesca da Rimini är en opera i fyra akter med musik av Riccardo Zandonai och ett libretto av Tito Ricordi och Carlo Zangarini efter pjäsen med samma namn av Gabriele D'Annunzio. Den hade premiär på Teatro Regio i Turin den 19 februari 1914.

## Historia
Operan är Zandonais mest kända verk. I New Grove Dictionary of Opera kallar Renato Chiesa den för "ett av de mest originella och polerade italienska melodramer under 1900-talet, [som] kombinerar en kraftfull gåva för italiensk melodi ... med en exceptionell orkesterledning." Firade sångerskor i titelrollen har varit Gilda dalla Rizza, Magda Olivero (som spelade in utdrag av operan 1969 för Decca Records),  Raina Kabaivanska och Renata Scotto.
Verket hade svensk premiär den 23 oktober 1937 på Kungliga Operan i Stockholm i översättning och regi av Ragnar Hyltén-Cavallius. Den spelades sex gånger fram till 28 november samma år.

## Personer
| Roller                  | Röststämmma | Premiärbesättning, 19 februari 1914 Dirigent: Ettore Panizza | Besättning vid svenska premiären 23 oktober 1937 Dirigent: Nils Grevillius |
| ----------------------- | ----------- | ------------------------------------------------------------ | -------------------------------------------------------------------------- |
| Francesca da Rimini     | sopran      | Linda Cannetti                                               | Inez Köhler                                                                |
| Paolo il Bello          | tenor       | Giulio Crimi                                                 | Einar Beyron                                                               |
| Giovanni lo Sciancato   | baryton     | Francesco Cigada                                             | Sigurd Björling                                                            |
| Malatestino dall'Occhio | tenor       | Giordano Paltrinieri                                         | Set Svanholm                                                               |
| Samaritana              | sopran      | Raquelita Merly                                              | Hjördis Schymberg                                                          |
| Donella                 | mezzosopran | Maria Vaccari                                                | Elsa Ekendahl                                                              |
| Garsenda                | sopran      | Maria Avezza                                                 | Astrid Ohlsson                                                             |
| Biancofiore             | sopran      | Marina Polazzi                                               | Isa Quensel                                                                |
| Altichiara              | mezzosopran | Maria Marek                                                  | Göta Allard                                                                |
| La Schiava (Smaragdi)   | kontraalt   | Gabriella Besanzoni                                          | Brita Ewert                                                                |
| Il Balestriere          | tenor       | Giuseppe Nessi                                               | Gösta Kjellertz                                                            |
| Il Giullare             | bas         | Pompilio Malatesta                                           | Oscar Ralf                                                                 |
| Ostasio                 | bas         | Osvaldo Pellegrini                                           | Conny Molin                                                                |
| Ser Toldo Berardengo    | tenor       | Edmondo Orlandi                                              | Simon Edwardsen                                                            |
| Il Torrigiano           | baryton     | Osvaldo Pellegrini                                           | Georg Svensson                                                             |
| Voce del Prigioniero    | tenor       |                                                              | Olle Strandberg                                                            |

## Handling
Plats: Ravenna och Rimini.
Francesca, dotter till Guido I da Polenta, ska av statsskäl giftas bort med Giovanni, känd som Gianciotto, den handikappade sonen till Malatesta da Verucchio. Men då Francesca med stor säkerhet skulle vägra gifta sig med den lame och deformerade Gianciotto, möter hon i första akten hans yngre och vackre broder Paolo, känd som Il bello. Under förespegling att Paolo är hennes tillkommande blir hon blixtförälskad i honom; även han blir förtjust utan att de båda har utväxlat ett ord.
Ett krig råder mellan Guelfer och Ghibelliner. Francesca är nu gift med Gianciotto och möter Paolo. Hon förebrår honom för sveket. Han ber om förlåtelse och avslöjar sina känslor för henne. Gianciotto berättat att Paolo har valts till kapten för Florens. Paolo åker dit.
I tredje akten läser Francesca historien om Lancelot och Guinevere för sina hovdamer. Paolo har återvänt från Florens. Tillsammans med Francesca fortsätter de läsa historien om de älskande. Till slut kysser de varandra.
Malatestino, Gianciottos yngste broder, älskar också Francesca. Han har upptäckt hennes möten med Paolo. Efter att Francesca avvisat hans närmanden förråder Malatestino de älskande för Gianciotto. Denne lägger sig i bakhåll och avslöjar kärleksparet. Han dödar dem båda.